# ستيفن بيج
ستيفن بيج هو مغني وكاتب أغاني كندي، ولد في 22 يونيو 1970 في سكاربورو، تورنتو في كندا.

## وصلات خارجية
- الموقع الرسمي
- ستيفن بيج على موقع IMDb (الإنجليزية)
- ستيفن بيج على موقع ميوزك برينز (الإنجليزية)
- ستيفن بيج على موقع أول ميوزيك (الإنجليزية)
- ستيفن بيج على موقع ديسكوغز (الإنجليزية)
- ستيفن بيج على موقع قاعدة بيانات الفيلم (الإنجليزية)